# Sul
Sul es una freguesia portuguesa del concelho de São Pedro do Sul, con 47,48 km² de superficie y 1.409 habitantes (2001). Su densidad de población es de 29,7 hab/km².